# Coscaronia atrogonia
Coscaronia atrogonia là một loài ruồi trong họ Tachinidae.